# ChEMBL
ChEMBL ali  ChEMBLdb je ročno vodena zbirka podatkov o bioaktivnih molekulah z drogam podobnimi lastnostmi. Vzdržuje jo Evropski institut za bioinformatiko (EBI) Evropskega laboratorija za molekularno biologijo (EMBL) s sedežem v Wellcome Trust Genome Campusu, Hinxton, Združeno kraljestvo.
Zbirko podatkov, prvotno znano kot StARlite, je razvila družba za biotehnologijo  Inpharmatica Ltd., ki jo je kasneje prevzel Galapagos NV. EMBL je bazo podatkov kupila 2008 s finančno pomočjo Wellcome Trusta, kar je privedlo do formiranja  ChEMBL na EBI, ki ga vodi John Overington.

## Obseg in dostopnost
Zbirka podatkov ChEMBL vsebuje podatke o biološki aktivnosti snovi glede na medicinske namene. Biološka aktivnost se izraža s Ki, Kd, IC50 in EC50. Podatke je mogoče filtrirati in analizirati, da se razvijejo knjižnice snovi za prepoznavanje med odkrivanjem zdravil.
Druga verzija ChEMBL (ChEMBL_02), objavljena januarja 2010, je vsebovala 2,4 millijona meritev   622.824 spojin, vključno s 24.000 naravnimi produkti. Podatki so bili zbrani iz 34.000 člankov iz dvanajstih revij s področja medicinske kemije. Verzija ChEMBL_08, objavljena isto leto, je vsebovala že 2,97 milijona meritev na 636.269 pojinah. Število podatkov je od takrat tako naraslo, da je postala najobširnejša javno dostopna zbirka podatkov.
ChEMBLdb je dostopna preko spletnega vmesnika ali se prenese s protokolom za prenos datotek. Oblikovana je na način, primeren za računalniško rudarjenje podatkov, in poskuša standardizirati dejavnosti med različnimi publikacijami, da bi se omogočila primerjalna analiza-  ChEMBL je vključena tudi v druge obsežne kemijske vire, vključno s PubChem in sistemom ChemSpider Kraljevega kemijskega društva.